# Оток
Оток или едема е натрупване на течност под кожата и в кухините на тялото, което може да причини болка. Клинически, отокът се проявява като подуване. Количеството екстрацелуларна течност се определя от баланса на хомеостазата на флуида.

## Класификация
Кожният оток се характеризира с хлътване, след като се приложи натиск върху малка област, а вдлъбването остава и след премахването на натиска. Периферният хлътващ оток е най-често срещаният вид и се получава от задържане на вода. Може да се предизвика от системни болести, бременност у някои жени, пряко вследствие на сърдечна недостатъчност или локални състояния като разширени вени,
тромбофлебит, дерматит или ухапвания от насекоми. Нехлътващият оток се свързва със състояния като лимфедем, липедем и микседем. Квашиоркор се нарича отокът, причинен от сериозен недостиг на протеини.

### Общ оток
Повишение в хидростатичното налягане настъпва при сърдечна недостатъчност. Спадане не осмотичното налягане възниква при нефротичен синдром и чернодробна недостатъчност.
Причините за оток, намиращи се из цялото тяло, могат да породят оток в множество органи или периферно. Например, тежката сърдечна недостатъчност може да причини белодробен оток, асцит и периферен оток. Такъв тежък системен оток се нарича анасарка. В редки случаи, инфекция на парвовирус V19 може да причини общ оток.
Макар ниското плазмено онкотично налягане широко да се счита за причинител на оток от нефротичен синдром, повечето лекари отбелязват, че отокът може да възникне преди да има значително количество протеини в урината (протеинурия) или спадане на нивото на протеините в плазмата. Повечето видове нефротичен синдром се дължат на биохимични или структури промени в основната мембрана на капилярите в бъбречните гломерули, а тези промени настъпват, в известна степен, у съдовете на повечето други тъкани в тялото. Следователно, покачването на пропускливостта, която води до протеини в урината, може да обясни отока, ако всички останали съдове също са по-пропускливи.
Оток често се появява през късните етапи на бременността у някои жени. Това се случва по-често при тези, които имат история на белодробни проблеми или слабо кръвообращение, като наличието на артрит също спомага образуването на оток. Жените с артрит най-често търсят медицинска помощ за болката, причинена от силно подуване. Отоците, възникващи по време на бременност, обикновено се намират в долната част на крака, най-често от прасеца надолу.

### Оток на органи
Оток може да възникне в определени органи като част от възпаление или тендинит. Някои органи развива оток чрез механизми, специфични за тъканта им.
Примери за оток на органи:
- Мозъчен оток е натрупването на екстрацелуларна течност в мозъка. Може да възникне в токсични или анормални метаболични състояния и условия, като например системен лупус или намален кислород на голяма височина. Причинява сънливост или загуба на съзнание, което може да доведе до мозъчна дислокация и смърт.

- Белодробен оток настъпва, когато налягането в кръвоносните съдове в белия дроб се повиши, поради възпрепятстване на изнасянето на кръв през белодробните вени. Това обикновено се дължи на спиране на лявата камера на сърцето. Може да се наблюдава и при височинна болест или вдишване на отровни химикали. Белодробният оток причинява задух. Плеврална ефузия може да се образува тогава, когато се натрупва течност в плевралната кухина.

- Оток може да се образува и в роговицата на окото при глаукома, тежък конюнктивит или кератит след операция. Потърпевшите могат да виждат цветни кръгове около по-ярките светлини.

- Отокът около очите се нарича периорбитален оток. Околоочните тъкани са най-видимо подути след събуждане, вероятно в резултат от гравитационно преразпределение на течността в хоризонтална позиция.

- Често срещан е кожният оток след ухапвания от комари, пчели, паяци или след контакт с някои растения като Toxicodendron radicans или Toxicodendron diversilobum.

- Друг вид кожен оток е микседемът, който се причинява от повишено отлагане на съединителна тъкан. При микседема отокът се получава от повишено склонност на тъканта да задържа вода в екстрацелуларното си пространство. Това се дължи на увеличаване на хидрофилните молекули, богати на въглеводороди, които са се отложили в тъканната матрица. Отокът се образува по-лесни при възрастни пациенти, което все още не е напълно обяснено.

- При лимфедема анормалното отделяне на екстрацелуларна течност се причинява от проблеми с лимфната система. Това може да се дължи на повишено налягане от рак, уголемен лимфен възел, разрушаване на лимфни възли от радиотерапия или просмукване в лимфатичните съдове вследствие инфекция. Най-често се дължи на недостатъчно изпомпване от мускулите, поради неподвижност, особено при състояния като множествена склероза или параплегия.

## Механизъм
Шест фактора допринасят за образуването на оток:
1. повишено хидростатично налягане;
2. намалено колоидално или онкотично налягане в кръвоносните съдове;
3. повишено колоидално или онкотично налягане в тъканите;
4. повишена пропускливост на стените на кръвоносните съдове (напр. възпаление);
5. запушване на пътя на течността в лимфната система;
6. промени в свойствата за задържане на вода на самите тъкани.[6]

Произвеждането на екстрацелуларна течност се регулира от силите на уравнението на Старлинг. Хидростатичното налягане в кръвоносните съдове кара водата да се филтрира в тъканта. Това води до разлика в протеиновата концентрация между кръвната плазма и тъканта. Впоследствие колоидалното или онкотичното налягане на по-високото ниво протеин в плазмата изсмуква обратно вода в кръвоносните съдове от тъканта. Според уравнението на Старлинг, скоростта на изпускането на течността се определя от разликата между двете сили и също от пропускливостта на съдовата стена към вода. Повечети изпускане на вода се случва в капилярите или следкапилярни венули, които имат полупропусклива мембрана, която позволява водата да преминава по-свободно от протеините.

## Лечение
Когато е възможно, лечението включва отстраняване на причината. Лечението може да включва и позициониране на засегнатите чати на тялото, така че да се подобри оттичането. Например, подуването на краката или глезените може да се намали, когато човек легне или седне с подпрени крака на възглавници. Може да се приложи променлива пневмокомпресия, за да се упражни налягане върху тъканта в крайник, което от своя страна кара течностите (кръв и лимфа) да изтекат вън от областта под налягане. При лечението на по-упорити отоци е възможно ръчното източване на лимфата, което обикновено е масажна техника за изпомпване на лимфната течност с подобен механизъм.

## Галерия
- Крак с оток около две седмици след операция.
- Ляв и десен безимен пръст на един и същ човек. Фалангата на десния пръст има оток, поради остра паронихия.
- Хлътващ оток.
- Анасарка.
- Квашиоркор.